# Ampolla de busseig

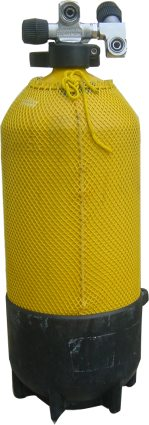
Bloc de 12 litres curt

Regulador amb connexions DIN i yoke

Connexió d'ampolla yoke segons l'ISO 12209-3 en vista de secció

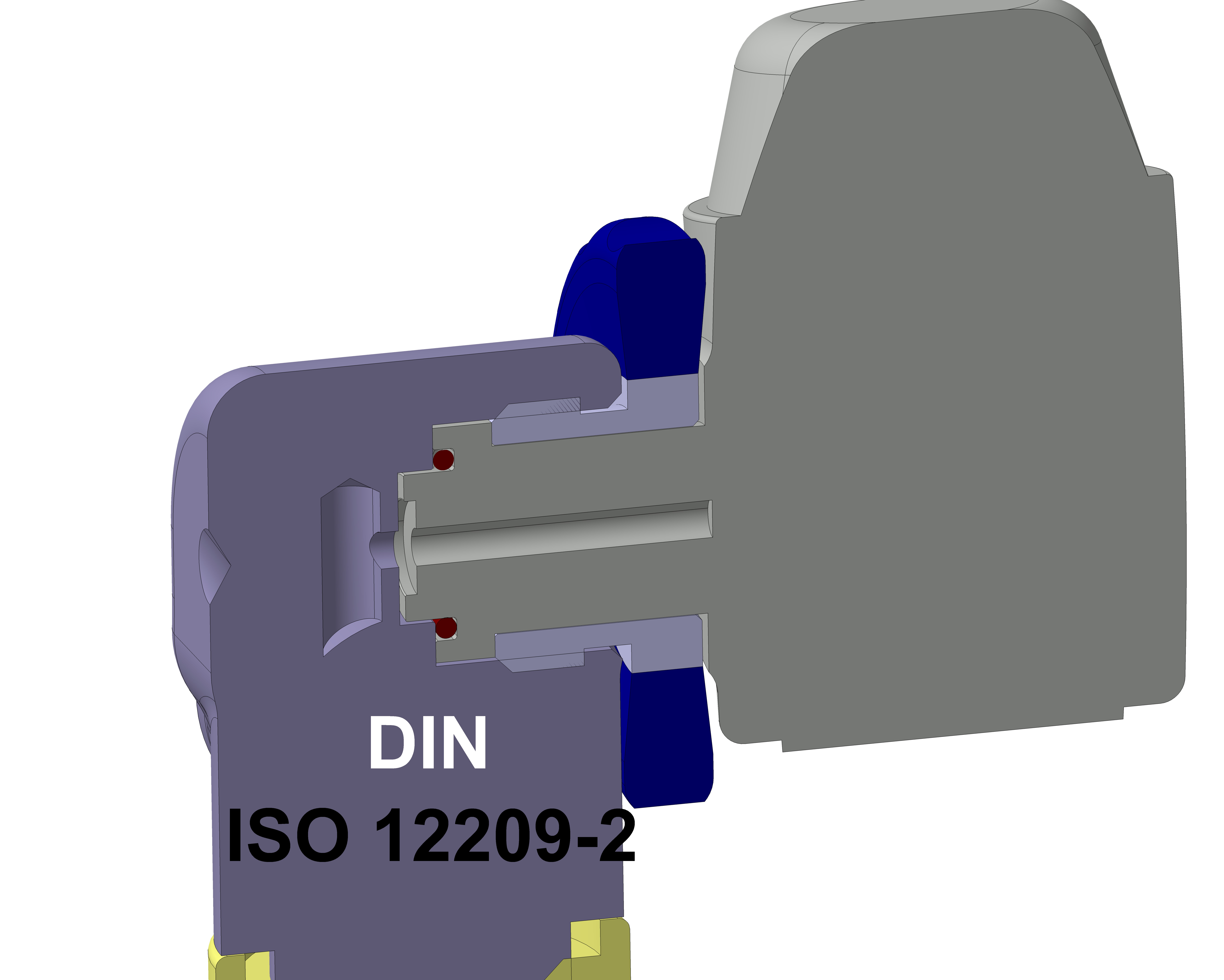
Connexió d'ampolla DIN segons l'ISO 12209-2 en vista de secció

Una ampolla de busseig o ampolla de gas comprimit, és un dipòsit (o ampolla), normalment metàl·lic, en forma de cilindre que es fa servir per emmagatzemar aire o una altra barreja de gasos, per poder respirar sota l'aigua mentre es practica el submarinisme. L'ampolla de busseig va ser inventada el 1839 per James Elliot i McAvity Alexander de Saint John a Nova Brunswick.
Es pot construir de diversos aliatges metàl·lics, per exemple: acer al carboni, alumini, ferro, etc. Normalment totes les ampolles tenen una capacitat típica i una pressió màxima de treball.
Tant la construcció com el seu ús han de seguir unes estrictes normes de seguretat, i tanmateix la seva utilització en el busseig s'autoritza només a persones que han passat un examen després d'haver seguit el corresponent curs de busseig.